# 大苗山柯
大苗山柯（学名：Lithocarpus damiaoshanicus），为壳斗科柯属下的一个植物种。